# Navă RO-RO

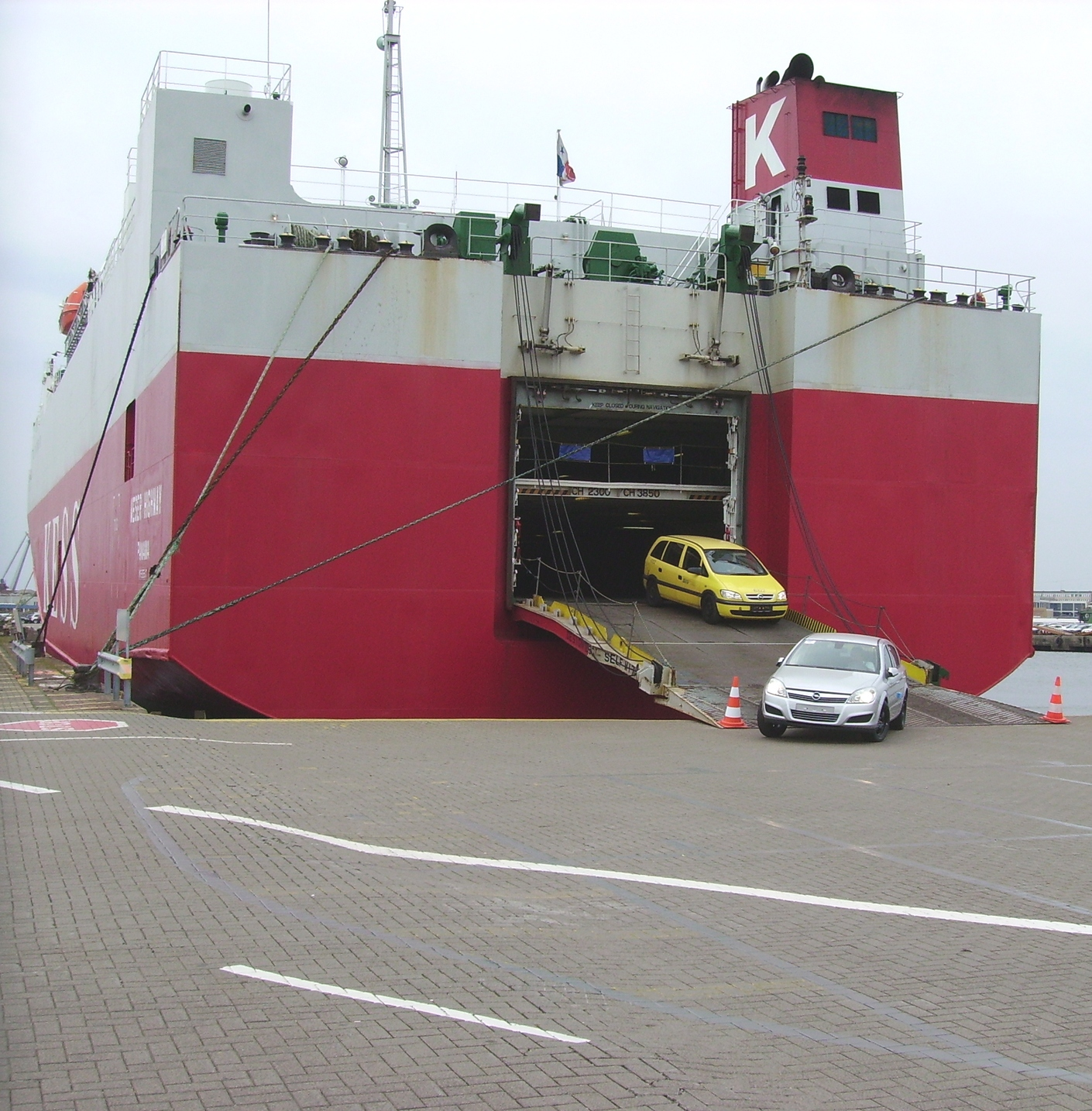
Navă RO-RO cu rampă la pupă

Nava RO-RO (roll on/roll off) este un tip de navă maritimă specializată pentru transportul vehiculelor rutiere, trailerelor cu containere, vehicule pe șenile, autobuze etc.
Accesul în navă se face pe rampe speciale situate la prova, pupa sau lateral prin deschideri mari în corpul navei și prevăzute cu porți.

## Tipuri
Navele de tip RO-RO sunt de trei tipuri:
- cu mai multe punți - destinate transportului vehiculelor pe ale căror platforme se află mărfuri paletizate, pachetizate sau în containere
- în sistem celular - pentru transportul vehiculelor pe roți și a mărfurilor în containere care se stivuiesc în sistemul celular al navei
- în sistem celular și convențional - destinate atât transportului vehiculelor pe roți cât și a mărfurilor convenționale

## Caracteristici constructive
- echiparea cu stabilizatoare hidraulice de ruliu
- deschideri prova, pupa, laterale cu porți rezistente și etanșe
- rampe de acces la bord ce asigură legatura cu cheul și sunt fixate cu un capăt de navă și se pot rabata pe cheu față de axa nave, sau într-unul din borduri până la 450 sau se pot roti în borduri în funcție de poziția de acostare
- rampe interioare de acces între punți pentru deplasarea maținilor de la o punte la alta; pot fi fixe sau mobile
- punți temporare pentru vehicule care se ridică, se rabat sau glisează la nevoie în funcție de numărul acestora
- elevatoare pentru transferul încărcaturii de la puntea principală la celelalte punți de stivuire și completează rolul rampelor interioare.
- pereții transversali sunt înlocuiți cu cadre transversale întțrite pentru a se crea spatii deschise, pentru preluarea sarcinilor orizontale transmise de încărcătură în timpul oscilațiilor de ruliu
- tancurile de balast și de combustibil se prevăd în dublu fund și în dublu bordaj
- instalație de propulsie cu motoare Diesel, lente sau semirapide, capabile să asigure viteze economice de 18-24 Nd.
- compartimentul de mașini este amplasat la partea inferioară din zona pupa
- utilizarea sistemului de osatură combinat.

## Alte variante constructive
- ROPAX - (roll-on/roll-off pasageri) este o navă RO-RO construită pentru transportul de marfă, precum și acomodări pentru pasageri.
- ConRO - este un hibrid între o navă RO-RO și o navă portcontainer. La cest tip vehiculele sunt depozitate pe rampe de acces pe punțile inferioare, iar containerele de marfă pe punțile superioare.
- RoLo - (roll-on/lift-off) un alt tip de navă hibrid cu rampe pentru punțile inferioare, însă containerele sunt manipulate de macarale.

## Avantaje și dezavantaje
- timpi reduși de operare în porturi
- viteze mari de deplasare
- preț dublu de construcție la jumătate din capacitatea unei nave similare de transport containere
- navluri ridicate care nu le fac economice pentru curse lungi
- deosebit de avantajoase pentru marfă cu valoare mare pe unitatea de greutate și puțin avantajoase în cazul mărfurilor în vrac

În România s-au construit în anii 1980 la șantierele navale din Galați două nave RO-RO, Păltiniș și Pașcani fiecare de 4100 tdw. Navele au câte 4 punți de încărcare (una superioară și trei intermediare) și un spațiu util de încărcare de 12 000 m3. Pot fi încărcate cu orice fel de vehicule, containere etc.
Recent navele au fost rebotezate în Sammarina A și respectiv Sammarina M.